# ویلوپوله (شهرستان نوو سانچ)
ویلوپوله (به لاتین: Wielopole) یک روستا در لهستان است که در گمینا خومیتس واقع شده‌است. ویلوپوله ۸۱۳ نفر جمعیت دارد و ۲۷۲ متر بالاتر از سطح دریا واقع شده‌است.